# Пожемавис
Пожемавис (устар. Пожема-Ю) — река в Шурышкарском районе Ямало-Ненецкого АО. Исток реки находится в горах Войкарсыньинского массива, у озера Пожематы на высоте 770 м, устье — в 17 км по левому берегу реки Колокольня. Длина реки составляет 17 км.

## Данные водного реестра
По данным государственного водного реестра России относится к Нижнеобскому бассейновому округу, водохозяйственный участок реки — Обь от впадения реки Северная Сосьва до города Салехард, речной подбассейн реки — бассейны притоков Оби ниже впадения Северной Сосьвы. Речной бассейн реки — (Нижняя) Обь от впадения Иртыша.